# ひとり歩き (桜田淳子の曲)
「ひとり歩き」（ひとりあるき）は、1975年3月にリリースされた桜田淳子の9枚目のシングルである。

## 解説
- 桜田のシングル曲では、作曲家・編曲家に初めて筒美京平が採用と成った。
- 自らが初主演を務めた映画『スプーン一杯の幸せ』の主題歌にも使われた。

## 収録曲
1. ひとり歩き (2分45秒)
作詞：阿久悠／作曲・編曲：筒美京平
2. 涙のいいわけ (3分27秒)
作詞：落合恵子／作曲・編曲：高田弘